# Tephrina tschungkua
Tephrina tschungkua là một loài bướm đêm trong họ Geometridae.